# Instituto de Crédito Oficial
El Instituto de Crédito Oficial (ICO) es un banco público español adscrito al Ministerio de Economía, Comercio y Empresa a través de la Secretaría de Estado de Economía y Apoyo a la Empresa. Tiene naturaleza jurídica de entidad de crédito y consideración de Agencia Financiera del Estado. Su financiación se realiza mediante la emisión de títulos de renta fija. Sus funciones son principalmente promover actividades económicas que contribuyan al crecimiento y desarrollo del país, así como a la mejora de la distribución de la riqueza nacional. 
Fue fundado como entidad responsable de coordinar y controlar a los bancos públicos en 1962 bajo la denominación de Instituto de Crédito a Medio y Largo Plazo y renombrado en 1971 a la denominación actual.

## Funciones
Sus funciones son principalmente promover actividades económicas que contribuyan al crecimiento y desarrollo del país, así como a la mejora de la distribución de la riqueza nacional. En especial, aquellas que por su trascendencia social, cultural, innovadora o ecológica, merezcan una atención prioritaria.
Para conseguir estos objetivos el ICO actúa de dos maneras diferenciadas:
- Como banco público: El ICO concede préstamos para financiar operaciones de inversión o necesidades de liquidez, de las empresas tanto dentro como fuera de España. En esta faceta, el ICO actúa de dos formas: bien directamente para grandes proyectos de inversión realizados por grandes empresas, donde ICO directamente analiza y asume el riesgo de las operaciones, o bien a través de intermediarios financieros, mediante las denominadas “líneas de mediación” (“second floor loans”) donde el análisis de las operaciones y la asunción del riesgo, recaen en las entidades financieras colaboradoras.

- Como Agencia Financiera del Estado: En esta modalidad, ICO actúa como agente financiero del estado. El Instituto financia, por indicación expresa del Gobierno, a los afectados por catástrofes naturales, desastres ecológicos u otros supuestos semejantes. También el ICO, como Agencia Financiera del Estado gestiona instrumentos de financiación oficial a la exportación y al desarrollo. Así, gestiona fondos públicos para financiar operaciones de exportación de empresas españolas; para apoyar a la internacionalización de la economía española mediante seguro de tipo de interés; para financiar proyectos destinados a erradicar la pobreza y promocionar el desarrollo; y para financiar proyectos de agua y saneamiento, etc.

## Autonomía financiera
El ICO para la realización de sus funciones como Banco público se financia en los mercados internacionales de capitales. No recibe fondos de los Presupuestos Generales del Estado ni subvenciones, aunque si traslada subvenciones al cliente final en forma de menores tipos de interés. El Estado, en su caso y en condición de "único accionista", podrá hacer aportaciones anuales al ICO, que estarán debidamente presupuestadas en los PGE e irán exclusivamente destinadas a mantener su nivel de solvencia.

## Relaciones con instituciones internacionales
El Instituto de Crédito Oficial colabora con otros Organismos e Instituciones, nacionales e internacionales, que trabajan también en beneficio de sectores que, por su trascendencia social, cultural, innovadora o ecológica, merecen una atención prioritaria. 
Así el ICO viene firmando desde hace varios años acuerdos de cooperación, institucionales y/o financieros con organismos similares, comunidades autónomas, ministerios e instituciones financieras multilaterales para la puesta en marcha de nuevos proyectos de inversión de empresas españolas como:
- Red de Instituciones Financieras Europeas (NEFI): Red de 17 instituciones financieras de Estados miembros de la UE con la misión pública de facilitar a las PYMES el acceso a financiación.
- Club de Marco institucional de la Unión Europea Especializadas en el Crédito a Largo Plazo (Club ISLTC): constituido por instituciones financieras de la UE, el BEI, la Comisión Europea y el Nordic Investment Bank.
- Banco Europeo de Inversiones (BEI): institución de financiación a largo plazo de la UE con la función de contribuir a la integración, al desarrollo equilibrado y a la cohesión social y económica.
- Fondo Europeo de Inversiones (FEI): vehículo del BEI para operaciones de garantías y capital riesgo. ICO es accionista desde su fundación en el año 1994.

Otras: 
- ALIDE (Asociación Latinoamericana de Instituciones Financieras para el Desarrollo).
- BID (Banco Interamericano de Desarrollo).
- Banco Mundial.

## Empresas participadas
El ICO participa en el accionariado de varias sociedades con el objetivo de apoyar la financiación de las empresas españolas:
- Axis, participaciones Empresariales, es una gestora de capital Riesgo que pone a disposición de las empresas instrumentos de capital o cuasi capital para financiar su crecimiento.
- Compañía Española de Reafianzamiento (CERSA), es una sociedad mercantil estatal. Su actividad principal es el reafianzamiento de las operaciones formalizadas por las Sociedades de Garantía Recíproca (SGRs). No puede otorgar avales ni otras garantías directamente a favor de las empresas.
- Compañía Española de Financiación del Desarrollo (COFIDES) es una sociedad anónima de capital mixto (público y privado),cuyo objeto es dar apoyo financiero a los proyectos privados viables que se lleven a cabo en países emergentes o en desarrollo en los que exista algún tipo de interés español, para contribuir con criterios de rentabilidad tanto al desarrollo de esos países como a la internacionalización de la economía y de las empresas españolas.
- Fondo Europeo de Inversiones (FEI), cuyo su accionista mayoritario es el Banco Europeo de Inversiones. El FEI proporciona capital de riesgo a pequeñas empresas (pymes), en particular a las que empiezan y a las orientadas al sector de la tecnología. También facilita garantías a instituciones financieras (como bancos) para cubrir sus préstamos a pymes.
- European DataWarehouse (ED). La participación del ICO es del 3,57%. ED es un repositorio de titulizaciones centralizado en Europa que recopila datos de los préstamos que componen las carteras titulizadas para ser utilizados por inversores y otros participantes del mercado en sus análisis. A través de los datos de ED, los usuarios pueden analizar carteras subyacentes y comparar carteras de forma sistemática.
- SWIFT.

## Fundación ICO
La Fundación ICO se crea en 1993 con el fin de promover el desarrollo de la cultura y el arte. Desde 2003 es una fundación del sector público estatal, de ámbito nacional, con carácter permanente y finalidad no lucrativa que posee un patrimonio autónomo. 
Los fines de la Fundación son la organización, impulso, desarrollo, programación, fomento y promoción de toda clase de estudios e investigaciones. También las actividades de formación y asistencia técnica, así como cualquier otra actuación relacionada con temas económicos y empresariales, científicos, tecnológicos, medioambientales y urbanísticos, sociales y laborales o profesionales. Todo ello, sin olvidar los artísticos y culturales, educativos, cívicos, humanitarios, de cooperación internacional y cooperación al desarrollo. Así como cualquier otro tema que sean de interés general y, en particular, aquellos relacionados con la consecución de los principios del Estado Democrático de Derecho y la defensa de los derechos fundamentales y libertades de los ciudadanos.
En 1996 se inaugura el Museo ICO con sede en la calle Zorrilla de Madrid, dedicado en un primer momento a exhibir las colecciones artísticas del propio ICO; el año 2012 el museo cambia su política expositiva que pasa a centrarse en la organización de exposiciones temporales sobre arquitectura y urbanismo. El área de Arte de la Fundación ICO es responsable tanto de las colecciones ICO, actualmente no expuestas en el Museo ICO, como del programa de exposiciones del mismo.

## Sistema español de apoyo financiero oficial a la internacionalización de la empresa
El Sistema español de apoyo financiero oficial a la internacionalización de la empresa, está constituido por:
- Los siguientes organismos financieros de la acción del Gobierno en materia de internacionalización de la economía española y de las empresas:
  - ICO
  - COFIDES
  - El agente gestor designado por el Estado para la gestión de la cobertura de riesgos de la internacionalización.
- Los siguientes instrumentos de apoyo financiero a la internacionalización de la economía española y de las empresas:
  - El Fondo para Inversiones en el Exterior (FIEX)[7] y el Fondo para Operaciones de Inversión en el exterior de la Pequeña y Mediana Empresa (FONPYME).[8]
  - El Fondo para la Internacionalización de la Empresa (FIEM)[9]
  - El Convenio de Ajuste Recíproco de Intereses (CARI).[10]
  - El instrumento que, conforme a la normativa vigente, asuma la cobertura de riesgos de la internacionalización por cuenta del Estado
- Cualquier otro organismo de ayuda a la internacionalización que se puedan crear a propuesta del Ministerio de Economía, Industria y Competitividad.

## Listado de presidentes
A continuación se listan los presidentes que ha tenido el ICO desde su reestructuración en 1971:
- Alberto Cerrolaza Asenjo (9 de julio de 1971-13 de octubre de 1978)
- Rafael Bermejo Blanco (13 de octubre de 1978-7 de diciembre de 1982)
- Miguel Martín Fernández (15 de enero de 1982-7 de diciembre de 1982)
- Julián García Vargas (7 de diciembre de 1982-5 de septiembre de 1985)
- Miguel Muñiz de las Cuevas (5 de septiembre de 1986-7 de junio de 1996)
- Fernando Becker Zuazua (7 de junio de 1996-8 de octubre de 1998)
- José Gasset Loring (22 de octubre de 1999-19 de julio de 2000)
- Ramón Aguirre Rodríguez (19 de julio de 2000-7 de mayo de 2004)
- Aurelio Martínez Estévez (7 de mayo de 2004-24 de julio de 2009)
- José María Ayala Vargas (24 de julio de 2009-5 de enero de 2011)
- Román Escolano Olivares (5 de enero de 2012-29 de agosto de 2014)
- Irene Garrido Valenzuela (29 de agosto de 2014-14 de noviembre de 2015)
- Emma Navarro Aguilera (14 de noviembre de 2015-noviembre de 2016)
- Pablo Zalba Bidegain (19 de noviembre de 2016-junio de 2018)
- José Carlos García de Quevedo (22 de junio de 2018 - 27 de agosto de 2024)
- Manuel Illueca Muñoz (27 de agosto de 2024 - actualidad)